# کودنیتس
کودنیتس (به آلمانی: Ködnitz) یک شهر در آلمان است که در بایرن واقع شده‌است.

## خصوصیات
کودنیتس ۱۹٫۶۲ کیلومترمربع مساحت دارد ۳۱۸ متر بالاتر از سطح دریا واقع شده‌است.